# Подбреже
Подбреже (словен. Podbreže) — поселення в общині Сежана, Регіон Обално-крашка, Словенія. Висота над рівнем моря: 382,6 м. Розташоване на південь від Шторє.